# Herman II van Zwaben
Herman II van Zwaben (overleden 4 mei 1003) was hertog van Zwaben. 
Herman werd in 997 hertog van Zwaben. Hij volgde keizer Otto III op diens Italiaanse veldtocht van 997-999. Als afstammeling van Otto I de Grote wilde hij na de dood van Otto III zelf koning worden maar door het gekonkel van bisschop Willigis van Mainz werd uiteindelijk Hendrik II tot koning gekozen. Herman wilde zich hier niet bij neerleggen maar na enkele schermutselingen koos hij ervoor de koning te erkennen voordat het tot een echte oorlog kwam. Na het overlijden van Herman werd de Elzas van Zwaben bij Opper-Lotharingen gevoegd. 
Herman was een zoon van Koenraad I van Zwaben en  Richlind (ca. 950 - 2 september 1035), een (klein)dochter van Otto I. Herman was gehuwd met Gerberga van Bourgondië (ca. 960 - 7 juni 1018), dochter van Koenraad van Bourgondië, en weduwe van Herman I van Werl (ca. 950 - 985/986). Herman en Gerberga kregen de volgende kinderen:
- Mathilde (ca. 988 - 1032), begraven in de Dom van Worms, achtereenvolgens gehuwd met:
  - Koenraad I van Karinthië (975-1011)
  - Frederik II van Lotharingen (-1027)
  - Esiko van Ballenstedt
- Gisela
- Berthold (992-993)
- Beatrix, gehuwd met Adalbero van Eppenstein (980-1039)
- Herman III (-1012).

Gerberga stichtte in 1000 het klooster van Oedingen (bij Lennestadt). Uit haar eerste huwelijk had zij drie kinderen: Herman II, Rudolf en Bernhard.